# فان وی
فان وی (انگلیسی: Fan Wei; ۲ سپتامبر ۱۹۶۲ – ) بازیگر اهل چین بود.
از فیلم‌ها یا برنامه‌های تلویزیونی که وی در آن نقش داشته‌است می‌توان به بازگشت به ۱۹۴۲، شهر زندگی و مرگ، تاسیس جمهوری، راهب، حمله هوایی، و یک لحظه اشاره کرد.